# Out Last Night
«Out Last Night» (с англ. — «Прошлой ночью») — песня американского кантри-певца и автора-исполнителя Кенни Чесни, вышедшая 6 апреля 2009 года в качестве первого сингла и единственного нового трека из его сборного альбома Greatest Hits II (2009) на лейбле BNA Records.
Песня достигла первого места в чарте Billboard Hot Country Songs, став его тридцать восьмым хитом в топ-40 в США. Чесни написал эту песню вместе с Бреттом Джеймсом.

## История
«Out Last Night» — это быстрая песня в темпе, в которой рассказчик-мужчина вспоминает вечеринку, которую он посетил вместе со своим приятелем накануне вечером. Он также вспоминает людей, которых встретил там (в том числе «девушек из Аргентины и Арканзаса / Мэна, Алабамы и Панамы»), а также свои поступки (например, как он лгал окружающим после нескольких рюмок и говорил, что он «доктор, адвокат, сын сенатора / брат Брэда Питта и человек в бегах»). В припеве он говорит, что «каждый был своего рода звездой, / Когда [они] вышли на улицу прошлой ночью». Эта песня, написанная совместно Бреттом Джеймсом и Чесни, стала одним из трёх новых треков на его втором сборном альбоме Greatest Hits II.

## Отзывы
Мэтт Бьорк из Roughstock дал песне положительный отзыв. Он отметил, что песня имеет более традиционное кантри-звучание, поскольку в ней нет «усиленных гитар», которые были в предыдущих песнях Чесни на летнюю тематику. Кевин Дж. Койн из Country Universe поставил песне оценку B, также отметив, что она имеет более традиционное исполнение.
Карли Джастус из Engine 145 поставила ей оценку «большой палец вниз», сказав, что вокал Чесни был «безвкусным», а тексту не хватало юмора, необходимого для того, чтобы песня получилась.

## Чарты
Песня «Out Last Night» дебютировала под номером 25 в чарте Billboard Hot Country Songs, составленном за неделю 11 апреля 2009 года. Песня стала семнадцатым хитом номер один для Чесни на неделе с 27 июня 2009 года и его четвёртым подряд чарттоппером после «Better as a Memory», «Down the Road» и «Everybody Wants to Go to Heaven» (2008).

### Еженедельные чарты
| Чарт (2009)                         | Высшая позиция |
| ----------------------------------- | -------------- |
| США (Billboard Hot Country Songs)   | 1              |
| США (Billboard Hot 100)             | 16             |
| Канада (Billboard Country)          | 1              |
| Канада (Billboard Canadian Hot 100) | 41             |

### Годовые итоговые чарты
| Чарт (2009)                   | Позиция |
| ----------------------------- | ------- |
| США(Country Songs, Billboard) | 32      |